# Bezirk David
David ist ein Bezirk (distrito) der Provinz Chiriquí in Panama. Die Einwohnerzahl betrug laut Volkszählung 2023 156.498.

## Gliederung
Der Bezirk David ist administrativ in folgende Corregimientos unterteilt:
- David (Hauptstadt)
- Bijagual
- Cochea
- Chiriquí
- Guacá
- Las Lomas
- Pedregal
- San Carlos
- San Pablo Nuevo
- San Pablo Viejo
- David Sur
- David Este